# Fundusze nabywcze
Fundusze nabywcze – część dochodu albo zysku, która, po umniejszeniu o świadczenia przymusowe (daniny publiczne) oraz świadczenia dobrowolne, może być przeznaczona na zakup towarów i usług.